# O Enigma do Horizonte
Event Horizon (bra/prt: O Enigma do Horizonte) é um filme de terror e ficção científica de 1997 dirigido por Paul WS Anderson e escrito por Philip Eisner. É estrelado por Laurence Fishburne, Sam Neill, Kathleen Quinlan e Joely Richardson. Situado em 2047, ele segue uma tripulação de astronautas enviados em uma missão de resgate após uma nave espacial desaparecida, a Event Horizon, espontaneamente reaparecer em órbita de Netuno. Explorando a nave em busca de sinais de vida, a equipe de resgate descobre que a Event Horizon foi uma plataforma de teste para um motor experimental que abriu uma brecha no contínuo espaço-tempo, indo parar em outra dimensão e permitindo que uma entidade hostil possuísse a nave.
O filme teve uma história de produção conturbada, com filmagens e edições corridas pela Paramount, quando ficou claro que Titanic não cumpriria sua data de lançamento prevista. A versão original de 130 minutos foi fortemente editada por demanda do estúdio, cortando 30 minutos de cenas, para consternação do diretor Paul WS Anderson.
Após o lançamento, o filme foi um fracasso comercial e crítico, arrecadando US$ 26,7 milhões contra um orçamento de US$ 60 milhões. Mesmo assim, começou a vender bem em home video; seu lançamento inicial em DVD vendeu tão bem que a Paramount entrou em contato com Anderson logo após seu lançamento para começar a trabalhar na restauração das imagens deletadas. No entanto, descobriu-se que as imagens foram perdidas ou deletadas. Nos anos seguintes, o filme construiu lentamente seu próprio fandom e é frequentemente referenciado e parodiado em outras obras da cultura pop.

## Enredo
Em 2047, um sinal de socorro é recebido da Event Horizon, uma nave estelar que desapareceu durante sua viagem inaugural à Proxima Centauri em 2040, e misteriosamente reapareceu em uma órbita decadente em torno de Netuno. A nave de resgate Lewis and Clark é despachada para interceptá-la. Sua tripulação - o Capitão Miller, a segunda em comando Tenente Starck, o piloto Smith, o técnico em medicina Peters, o engenheiro Ensign Justin, Doutor DJ e o técnico de resgate Cooper - são acompanhados pelo Dr. William Weir, que projetou a Event Horizon. Ele informa a tripulação sobre a força do motor de gravidade da nave, que gera um buraco negro artificial e usa-o para unir dois pontos no espaço-tempo, reduzindo o tempo de viagem em distâncias astronômicas. O sinal de socorro parece consistir em uma série de gritos e uivos, mas DJ acredita ter ouvido a frase em latim "Liberatis me" ("Salve-me") sendo falada.
Ao embarcar na Event Horizon, a tripulação encontra evidências de um massacre. Enquanto procuram por sobreviventes, o motor de gravidade é ativado, sugando Justin para dentro do portal resultante e causando uma onda de choque que danifica a Lewis and Clark, forçando toda a tripulação a embarcar na Event Horizon. Justin emerge em um estado catatônico, aterrorizado com o que viu do outro lado. Ele tenta suicídio por descompressão, mas é salvo por Miller, obrigando a tripulação a colocá-lo em estase.
A equipe começa a experimentar aparições de indivíduos de seus passados que só eles podem ver, correspondendo a seus medos e arrependimentos: Miller vê Corrick, um subordinado que ele foi forçado a deixar morrer, Peters vê seu filho com as pernas cobertas de lesões sangrentas e Weir vê  sua falecida esposa sem os olhos, que cometeu suicídio, pedindo-lhe para se juntar a ela. A tripulação logo descobre um vídeo da tripulação da Event Horizon ficando louca e mutilando uns aos outros, logo após ativarem o motor de gravidade. O vídeo termina com o capitão falando a frase "Liberatis tutemet ex infera" ("Salve-se do inferno").
Deduzindo que o motor de gravidade abriu um portal para outra dimensão e que a Event Horizon foi sugada por ele, Miller decide destruir a nave e ordena uma evacuação. Peters é atraído para a morte por uma alucinação de seu filho. Weir, que arrancou seus próprios olhos e agora está possuído pela presença maligna, usa um dispositivo explosivo para destruir a Lewis and Clark. A explosão mata Smith e arremessa Cooper no espaço. Weir mata DJ ao dissecá-lo e prende Starck na ponte. Miller confronta Weir, que o domina e inicia uma contagem regressiva de 10 minutos para a Event Horizon retornar para a outra dimensão.
Cooper, tendo usado o oxigênio de seu traje espacial para se lançar de volta à nave, aparece na janela da ponte. Weir atira nele e é levado ao espaço pela descompressão que se seguiu. Miller, Starck e Cooper sobrevivem e conseguem selar o buraco. Com a Lewis and Clark destruída, Miller planeja dividir a Event Horizon em dois e usar a seção dianteira como um bote salva-vidas. Ele é atacado por protestos de Corrick e um Weir ressuscitado. Miller luta contra eles e detona os explosivos, se sacrificando.
O motor de gravidade é acionado, sugando a seção traseira da nave para um buraco negro. Starck e Cooper entram em estase, ao lado de um Justin em coma, e esperam serem resgatados. Setenta e dois dias depois, os destroços da Event Horizon são abordados por uma equipe de resgate, que encontra os três ainda em estase. Uma recém-acordada Starck vê Weir posando como um dos socorristas e grita de terror. Enquanto Cooper a conforta, as portas da nave se fecham.

## Elenco
- Laurence Fishburne - Capitão Miller
- Sam Neill - Dr. William Weir
- Kathleen Quinlan - Peters
- Joely Richardson - Tenente Starck
- Richard T. Jones - Cooper
- Jack Noseworthy - Justin
- Jason Isaacs - D.J.
- Sean Pertwee - Smith
- Peter Marinker - Capitão John Kilpack
- Holley Chant - Claire
- Barclay Wright - Denny Peters
- Noah Huntley - Edward Corrick
- Robert Jezek - Técnico de resgate 1
- Emily Booth - Garota no monitor
- Teresa May - Vanessa